# Ramón Quiroga (Boxer)
Ramón Nicanor Quiroga (* 26. August 1997 in Orán) ist ein argentinischer Boxer im Fliegengewicht.

## Amateurkarriere
Ramón Quiroga boxte 2017 für das Team Argentina Condors in der World Series of Boxing und war im selben Jahr Teilnehmer der Panamerikameisterschaften in Tegucigalpa (Vorrunde).
2018 gewann er Bronze bei den Südamerikaspielen in Cochabamba und 2019 ebenfalls Bronze bei den Panamerikanischen Spielen in Lima. Bei der Weltmeisterschaft 2019 in Jekaterinburg unterlag er in der zweiten Vorrunde gegen Yuberjen Martínez.
Aufgrund seiner kontinentalen Ranglistenplatzierung erhielt er einen Startplatz bei den 2021 in Tokio ausgetragenen Olympischen Spielen 2020, wo er in der Vorrunde gegen Gabriel Escobar ausschied.
Bei der Panamerikameisterschaft 2022 in Guayaquil und den Panamerikanischen Spielen 2023 in Santiago de Chile gewann er jeweils Bronze.

## Profikarriere
Quiroga bestritt sein Profidebüt im Oktober 2021.